# Enemy
Enemy är en låt från 2011 skriven av Niclas Lundin och Anton Malmberg Hård af Segerstad som framfördes av Sara Lumholdt i Melodifestivalen 2011 i den tredje deltävlingen i Linköping. Låten slutade där på en sjundeplats och tog därmed inte sig vidare till final.